# Marcos Aguinis
Marcos Aguinis (n. 13 ianuarie 1935, Córdoba, Argentina, Argentina) este un scriitor argentinian. 

## Biografie
Marcos Aguinis s-a născut în Cruz del Eje, Córdoba, Argentina, pe 13 ianuarie 1935. Este autor al unei ample instruiri internaționale în literatură, neurochirurgie, psihanaliză, arte și istorie. "Am călătorit în lume, dar am călătorit și în diferite profesii." Fiul imigranților evrei, avea șapte ani când a venit știrea că naziștii i-au ucis pe bunicul său și pe restul familiei sale care a rămas în Europa . El descrie acest lucru ca momentul fondator al vieții sale și unul care la determinat în cele din urmă să scrie într-un efort de a închide această rană, pentru a repara "mecanismul rupt al omenirii". A publicat prima sa carte în 1963 și de atunci a scris paisprezece romane, șaptesprezece colecții de eseuri, patru colecții de povestiri scurte și două biografii. Cele mai multe dintre ele au devenit binecunoscute și au generat entuziasm și controverse. Dl. Aguinis a fost primul autor din afara Spaniei, care a primit prestigiosul premiu Planeta pentru cartea sa "La Cruz Invertida", iar romanul său "Împotriva Inchiziției (La Gesta del Marrano)" a fost tradus în mai multe limbi și lăudat de Premiul Nobel Laureat Mario Vargas Llosa ca un "cântec agitat de libertate". A scris articole despre o varietate largă de subiecte pentru ziarele și revistele latino-americane, americane și europene. Marcos Aguinis a dat sute de prelegeri și seminarii la organizații educaționale, artistice, științifice și politice din Germania, Spania, SUA, Israel, Rusia, Italia și practic orice țară din America Latină.

## Operă

### Nuvele
- Operativo Siesta (1977)
- Y la rama llena de frutos (1986)
- Importancia por contacto (1986)
- Todos los cuentos (1995)

### Biografii
- Maimónides (1963)
- El Combate Perpetuo (1971)

### Romane
- Refugiados: Crónica de un palestino (1969)
- La Cruz Invertida (1970)
- Cantata de los diablos (1972)
- La conspiración de los idiotas (1978)
- Profanación del amor (1978)
- La Gesta del Marrano (1991)
- La Matriz del Infierno (1997)
- Los Iluminados (2000)
- Asalto al Paraíso (2002)
- La Pasión según Carmela (2008)

### Eseuri
- „Carta Esperanzada a un General” (1983)
- „El Valor de Escribir” (1985)
- „Un país de Novela” (1988)
- „Memorias de una Siembra” (1990)
- „Elogio de la culpa” (1993)
- „Nueva Carta Esperanzada a un General” (1996)
- „Diálogos sobre la Argentina y el fin del Milenio” (1996)
- „Nuevos Diálogos” (1998)
- „El Atroz Encanto de Ser Argentinos” (2001)
- „El Cochero” (2001)
- „Las Dudas y las Certezas” (2001)
- „Las Redes del Odio” (2003)
- „¿Qué Hacer?” (2005)
- „El Atroz Encanto de Ser Argentinos 2” (2007)

## Legături externe
- Site oficial
- es Biografia lui Marcos Aguinis
- Aguinis Cărți în limba spaniolă Arhivat în 20 ianuarie 2016, la Wayback Machine.
- Cărțile lui Marcos Aguinis în limba germană
- Cărțile lui Marcos Aguinis în limba japoneză
- Cărțile lui Marcos Aguinis în limba portugheză
- Cărțile lui Marcos Aguinis în limba ebraică Arhivat în 11 ianuarie 2013, la Archive.is
- Cărțile lui Marcos Aguinis în limba chineză